# Tadeusz Chrzanowski (inżynier)
Tadeusz Chrzanowski herbu Nowina (ur. w maju 1822 w Topolanach, zm. 8 marca 1892 tamże) – polski inżynier dróg i mostów działający na terenie Królestwa Polskiego i na ziemiach zabranych należących do Imperium Rosyjskiego.

## Życie
Ukończył gimnazjum w Świsłoczy (1841) a następnie studia w Instytucie Korpusu Inżynierów Komunikacji w Petersburgu (1844). W latach 1843–1858 jako inżynier porucznik pracował przy budowie i eksploatacji linii kolejowej Petersburg–Moskwa, m.in. przy mostach przez rzeki: Werebię i Sławiance. Następnie jako zastępca Seweryna Smolikowskiego (1859-1862) a potem główny kierownik (1862-1864) pracował przy wznoszeniu zaprojektowanego przez Stanisława Kierbedzia (1810-1899) żelaznego kratowego mostu przez Wisłę w Warszawie.
Potem kierował budową Kolei Warszawsko-Terespolskiej (1866–1867) i zaprojektowanego przez siebie czteroprzęsłowego żelaznego mostu przez Bug (1868–1869) łączącego wspomnianą kolej z linią kolejową z Brześcia do Moskwy. W l. 1869-1882 był dyrektorem  Kolei Warszawsko-Terespolskiej. Równolegle w latach 1873–1874 był głównym inżynierem budowy Kolei Nadwiślańskiej (Kowel–Lublin–Warszawa–Mława) oraz zbudował zaprojektowany przez siebie most kolejowy przez Wisłę koło Cytadeli w Warszawie (1873–1875) - na jego podporach stoi obecnie Most Gdański. Wykonał ponadto kolejową linię obwodową łączącą w Warszawie Dworzec Petersburski (później Wileński) z Wiedeńskim. Od 1881 przewodniczył sekcji technicznej Komitetu Budowy Wodociągów i Kanalizacji w Warszawie. W latach 1883–1885 kierował budową kolei Wilno–Równe, z odnogą do Pińska nadzorując m.in. powstanie mostów na Niemnie, Horyniu, Prypeci, Słuczy i Jasiołdzie.
Był również uznanym autorytetem z zakresu mechaniki budowli i mostownictwa - jako pierwszy pisał na ten temat w Polsce istotne prace. Przede wszystkim opracował własną, dokładniejszą od stosowanych na Zachodzie, metodę obliczania sił występujących w krzyżulcach dźwigarów mostowych o gęstej kracie oraz w dźwigarach o ściance pełnej. Sposób ten zwano w Rosji teorią Żurawskiego–Chrzanowskiego (gdyż podobną, w odniesieniu do mostów drewnianych, ogłosił także płk inż. D. Żurawski). Użyto jej m.in. do zaprojektowania mostu przez Niemen pod Kownem i wielu mostów na linii kolejowej Ryga–Orzeł. Do najistotniejszych prac napisanych przez niego należą
- Détermination des efforts auxquels sont soumis les croisillons et les parois pleines vertical dans les poutres des ponts du système american…, Warszawa 1860
- Déscription du pont sur le Boug près de Térespol, chemin de fer Térespol-Brest…, Warszawa 1871
- Wyznaczanie grubości ścian murowanych podtrzymujących nasypy Warszawa 1876
- Teoria sklepień Warszawa 1877

Po przejściu na emeryturę w 1885 jako generał major ostatnie lata życia spędził w rodzinnych Topolanach zajmując się ekonomią i historiozofią. Pochowany na cmentarzu św. Rocha w Zabłudowie.

## Życie prywatne
Był synem ziemianina i właściciela Topolan - Kazimierza. Ożenił się z pochodzącą ze szwedzkiej arystokracji Elżbietą  z domu Nobel. Mieli syna i trzy córki - m.in. malarkę Marię (1860-1935), od 1878 żonę ziemianina Konstantego Gażycza (1848–1900)

## Literatura
- Bolesław Chwaściński, Chrzanowski Tadeusz (1822-1892), Słownik Biograficzny Techników Polskich, zeszyt 3, Warszawa 1993, s. 64-65
- Bolesław Orłowski, Chrzanowski Tadeusz, Giganci Nauki [dostęp 3.08.2023]